# Quốc hội Việt Nam khóa IX
Quốc hội Việt Nam khóa IX (nhiệm kỳ 1992-1997) có 395 đại biểu và cũng là kỳ quốc hội có số lượng đại biểu thấp nhất kể từ sau khi Việt Nam thống nhất, được bầu cử vào ngày 19 tháng 7 năm 1992 bởi 37.195.492 cử tri, chiếm 99,12% số cử tri cả nước. Kỳ họp đầu tiên của Quốc hội khóa IX được diễn ra từ ngày 19 tháng 9 đến ngày 8 tháng 10 năm 1992.

## Kết quả bầu cử
Cuộc bầu cử cho Quốc hội Việt Nam khóa IX được diễn ra từ ngày 19 tháng 9 đến ngày 8 tháng 10 năm 1992 bởi 37.195.492 cử tri, chiếm 99,12% số cử tri cả nước. Tổng cộng đã có 395 đại biểu trúng cử, đây cũng là kỳ Quốc hội có số đại biểu thấp nhất kể từ năm 1975.
Cơ cấu thành phần của Quốc hội:
- Trong lĩnh vực công nghiệp: 19 (4,81%)
- Trong lĩnh vực nông nghiệp: 58 (14,68%)
- Trong các lực lượng vũ trang: 38 (9,62%)
- Cán bộ chính trị: 43 (10,89%)
- Cán bộ quản lý Nhà nước: 123 (31,14%)
- Trong lĩnh vực nghệ thuật: 20 (5,06%)
- Trong lĩnh vực giáo dục: 24 (6,08%)
- Ðảng viên: 362 (91,65%)
- Ngoài Ðảng: 33 (8,35%)
- Phụ nữ: 73 (18,48%)
- Dân tộc thiểu số: 66 (16,71%)
- Mặt trận tổ quốc và các đoàn thể: 59 (14,94%)
- Tôn giáo: 7 (1,77%)
- Có bằng đại học và trên đại học: 222 (56,20%)
- Cán bộ ở Trung ương: 96 (24,30%)
- Cán bộ ở địa phương: 299 (75,70%)

## Tổng kết các kỳ họp Quốc hội khóa IX
Kỳ họp đầu tiên của Quốc hội khóa IX đã được diễn ra từ ngày 19 tháng 9 đến ngày 8 tháng 10 năm 1992 tại Hà Nội, Quốc hội đã bầu:
- Chủ tịch nước: Lê Đức Anh.
- Phó Chủ tịch nước: Nguyễn Thị Bình.
- Ủy ban Thường vụ Quốc hội gồm có 13 thành viên.
- Chủ tịch Quốc hội: Nông Đức Mạnh.
- Thủ tướng Chính phủ: Võ Văn Kiệt.
- Chánh án Tòa án Nhân dân Tối cao: Phạm Hưng.
- Viện trưởng Viện Kiểm sát Nhân dân Tối cao: Lê Thanh Ðạo.
- Hội đồng Dân tộc và các Uỷ ban của Quốc hội: Uỷ ban Pháp luật; Uỷ ban Kinh tế và Ngân sách; Uỷ ban Quốc phòng và An ninh; Uỷ ban Văn hoá, Giáo dục, Thanh niên, thiếu niên và nhi đồng; Uỷ ban về Các vấn đề xã hội; Uỷ ban Khoa học-Công nghệ và Môi trường; Uỷ ban Ðối ngoại.
- Ðoàn Thư ký Kỳ họp Quốc hội; Trưởng Ðoàn Thư ký: Vũ Mão.

Quốc hội khoá IX được tổ chức và hoạt động trên cơ sở Hiến pháp năm 1992.
Quốc hội khoá IX tiếp tục đẩy mạnh sự nghiệp đổi mới sâu sắc và toàn diện. Quốc hội đã phát huy vai trò của cơ quan quyền lực Nhà nước cao nhất, xây dựng Nhà nước pháp quyền Việt Nam thực sự của nhân dân, do nhân dân và vì nhân dân.
Từ ngày 5 tháng 10 đến ngày 12 tháng 11 năm 1996, kỳ họp thứ 10, đã thông qua Luật Đầu tư nước ngoài tại Việt Nam; Luật ban hành văn bản quy phạm pháp luật; Quyết định miễn nhiệm và bổ nhiệm một số thành viên của Chính phủ; chia và điều chỉnh địa giới hành chính một số tỉnh:
- Chia tỉnh Bắc Thái thành 2 tỉnh: Bắc Kạn và Thái Nguyên.
- Chia tỉnh Vĩnh Phú thành 2 tỉnh: Phú Thọ và Vĩnh Phúc.
- Chia tỉnh Hà Bắc thành 2 tỉnh: Bắc Giang và Bắc Ninh.
- Chia tỉnh Hải Hưng thành 2 tỉnh: Hải Dương và Hưng Yên.
- Chia tỉnh Hà Nam thành 2 tỉnh: Nam Định và Hà Nam.
- Chia tỉnh Quảng Nam - Đà Nẵng thành tỉnh Quảng Nam và thành phố Đà Nẵng.
- Chia tỉnh Sông Bé thành 2 tỉnh: Bình Dương và Bình Phước.
- Chia tỉnh Minh Hải thành 2 tỉnh: Cà Mau và Bạc Liêu.

## Các hiệp định, hiệp ước, công ước quốc tế đã phê chuẩn
- Nghị quyết phê chuẩn Hiệp định lãnh sự giữa Việt Nam và Irắc (ban hành ngày 22-9-1992).[3]
- Nghị quyết về việc phê chuẩn Công ước của Liên hợp quốc về Luật biển năm 1982 (ban hành ngày 23-6-1994).[4]
- Quyết định phê chuẩn Hiệp định giữa nước Cộng hoà xã hội chủ nghĩa Việt Nam và nước Cộng hoà Hungari về tránh đánh thuế hai lần và ngăn ngừa việc trốn lậu thuế đối với thuế đánh vào thu nhập (ban hành ngày 15-11-1994).[5]